# Старая Балка (хутор)
Старая Балка — хутор в Палласовском районе Волгоградской области, в составе Краснооктябрьского сельского поселения. Хутор расположен по обеим сторонам балки Старой (левый приток реки Торгун). Вдоль южной границы хутора проходит автодорога Николаевск — Палласовка. По автодороге расстояние до города Палласовка составляет 19 км.
Население — 346 (2010)

## История
Согласно карте Астраханской губернии 1909 года на месте современного хутора располагались Жуковы хутора.
В период коллективизации размещена ферма № 2 совхоза «Красный Октябрь». С 1935 года — хутор Старая Балка в составе Кайсацкого района Сталинградского края (с 1936 года — район в составе Сталинградской области).
В 1950 году в связи с упразднением Кайсацкого района хутор передан в состав Палласовского района.

## Население
Динамика численности населения по годам:
| 1987 | 2002 |
| ---- | ---- |
| ≈190 | 376  |

| 2010 |
| ---- |
| 346  |

| Национальность | Численность (2010) | Процент |
| -------------- | ------------------ | ------- |
| Казахи         | 266                | 76,2%   |
| Русские        | 69                 | 19,5%   |
| Чеченцы        | 9                  | 2,6%    |
| Украинцы       | 6                  | 1,7%    |
| Всего          | 349                | 100%    |